# 水泥漿

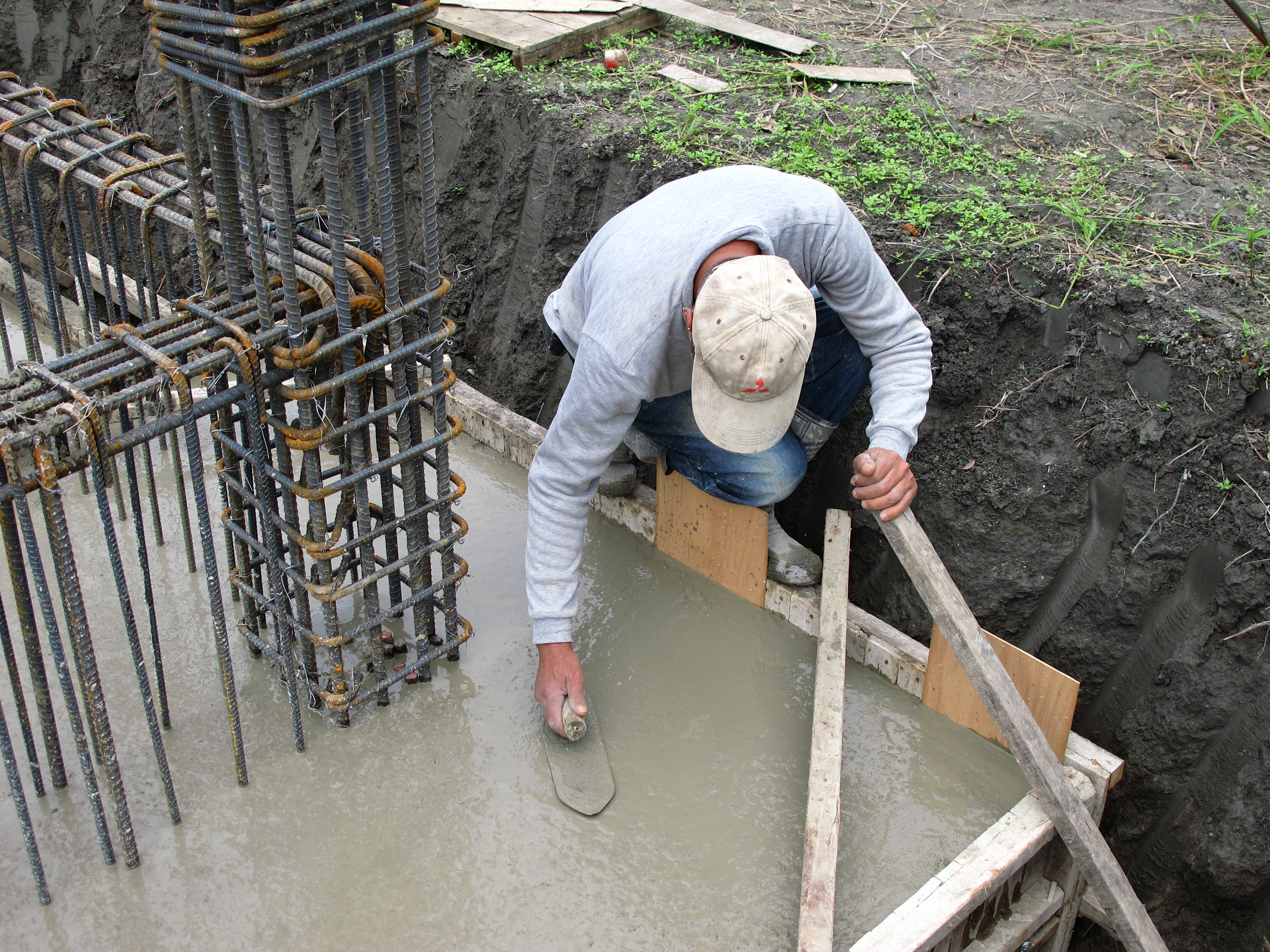
一名正在抹平水泥漿的建築工人

水泥漿是一種稠密流體，可硬化以填充間隙或用作現有結構的加固。水泥漿通常是水、水泥和沙的混合物，用於壓力灌漿、在砌體結構中嵌入鋼筋、連接預製混凝土、填充空隙以及密封接縫（例如瓷磚之間的接縫）。水泥漿用於一般家庭的常見用途包括填充浴室地板的瓷磚和廚房瓷磚。它通常會被著色，有時在用於填充大空間（例如混凝土塊的核心）時會包含細礫石。與石膏或接著劑等其他結構漿料不同，正確混合和塗抹的水泥漿可形成防水密封。
儘管水泥漿及其密切相關的砂漿的形式都是濃稠懸浮液，並隨著時間的推移而硬化，但水泥漿的特點是其黏度低且不含石灰（可添加到砂漿中以提高柔韌性），水泥漿很薄，因此很容易流入間隙，而砂漿很厚，不僅可以支撐其自身重量，還可以支撐其上方磚石的重量。